# Gelnhaar
Gelnhaar ist ein Stadtteil von Ortenberg im südhessischen Wetteraukreis.

## Geografische Lage
Gelnhaar liegt auf einer Höhe von 295 m über NN, 11,5 km südöstlich von Nidda und 6,5 km östlich des Zentrums von Ortenberg im Tal des Bleichenbachs am Fuße des Vogelsbergs. Nachbarorte sind Hirzenhain, Wenings, Bindsachsen, Bergheim und Usenborn. Die Gemarkung hat eine Fläche von etwa 4 km².

## Geschichte

### Mittelalter
Die älteste erhaltene Erwähnung von Gelnhaar befindet sich in einer Urkunde aus dem Jahre 1187 als Geldenhore, die Graf Berthold II. von Nidda zugunsten der Johanniterkommende ausgestellt hat.
Eine Besiedlung lässt sich aber schon 500 Jahre vorher nachweisen. Gelnhaar gehörte im Mittelalter und in der frühen Neuzeit zum Amt Ortenberg, einem Kondominat, das von drei Landesherren aus dem Kreis der Mitglieder des Wetterauer Grafenvereins gebildet wurde. Zu den Einzelheiten siehe: hier.
Teilung
1601 kam es zu einer Realteilung des Kondominats. Dabei wurde das Dorf Gelnhaar geteilt, der Bleichenbach, der das Dorf durchfließt, wurde zur Grenze. Die Hälfte des Dorfes auf der rechten Bachseite gehörte nun zum Amt Ortenberg und der Grafschaft Hanau-Münzenberg, ab 1642: Grafschaft Hanau. Die Hälfte auf der linken Bachseite gehörte zum Gericht Floßbach-Wenings und der Grafschaft Isenburg. Diese Teilung spiegelt sich heute im Ortswappen wider, das 2002 geschaffen wurde. Im Dreißigjährigen Krieg fiel das Dorf vorübergehend wüst. Das ausgestorbene Dorf wurde erst langsam wieder besiedelt.
1662 kam es im Hanauer Amt Ortenberg zu einer massiven Hexenverfolgung. Eine zentrale Rolle bei der Verfolgung der „Hexen“ spielte wahrscheinlich der Hanauer Amtmann Ludwig Geis. Auch zwei Frauen aus Gelnhaar, wurden als Hexen hingerichtet und mit dem Schwert geköpft.
Die evangelische Pfarrkirche St. Michaelis stammt aus der Regierungszeit des letzten Hanauer Grafen, Johann Reinhard III. 1728/29. Sie wurde wie eine Reihe anderer Kirchen in der Grafschaft in dieser Zeit als lutherische Kirche errichtet. Baumeister war vermutlich Christian Ludwig Hermann.
Die Hanauer Hälfte des Dorfes fiel zusammen mit der Grafschaft Hanau beim Tod des letzten Hanauer Grafen 1736 aufgrund eines Erbvertrages an die Landgrafschaft Hessen-Kassel.
Der in Offenbach residierende Fürst Wolfgang Ernst II. von Isenburg-Birstein, dem die Hälfte auf der linken Bachseite gehörte, wollte diesen Teil gegen das zu Hanau gehörende Dorf und Gebiet von Fechenheim in sein Fürstentum einverleiben. 1801 reiste deshalb der spätere Isenburger Chef-Minister Wolfgang Christian von Goldner mit Erbprinz Carl Friedrich nach Paris zu Verhandlungen mit Napoleon über den beabsichtigten Gebietstausch: Isenburg wollte seinen Anteil, die linke Bachseite des Dorfes Gelnhaar gegen das auf der rechten Mainseite – Offenbach direkt gegenüberliegende – Fechenheim tauschen. Die diplomatische Mission hatte jedoch keinen Erfolg.
Das Hanauer, später hessische „Amt Ortenberg“ bildete ab 1810 einen Teil des großherzoglich-hessischen Amtes Ortenberg. 1816 fiel auch der Isenburger Anteil auf Grund eines Territorial-Ausgleichsvertrags mit dem Kurfürstentum Hessen an das Großherzogtum.

### Neuzeit
Die wirtschaftliche Not in der ersten Hälfte des 19. Jahrhunderts ließ viele Bewohner an die Wolga, nach Ungarn, Brasilien und Nordamerika auswandern. Viele gingen auch in die aufstrebenden Industriemetropolen im Ruhrgebiet und in das Rhein-Main-Gebiet.
1821 bildete das Großherzogtum den Landratsbezirk Nidda, in den auch alle Teile des ehemaligen Amtes Ortenberg verschmolzen wurden und der ab 1832 Kreis Nidda hieß. Mit der Revolution von 1848 wurde kurzzeitig der Regierungsbezirk Nidda gebildet, 1852 aber der Kreis Nidda wiederbelebt. Erst 1868 wurde Gelnhaar auch formal wieder vereinigt, nachdem in den Vorjahren schon die schulische und kirchliche Zusammenlegung erfolgt war. 1874 kamen die Gebiete des ehemaligen Amtes Ortenberg zum Landkreis Büdingen, der mit der Gebietsreform in Hessen 1972 im Wetteraukreis aufging.
Hessische Gebietsreform (1970–1977)
Die bis dahin selbständige Gemeinde Gelnhaar wurde im Zuge der Gebietsreform in Hessen zum 1. April 1972 auf freiwilliger Basis als Stadtteil in die 1971 erweiterte Stadt Ortenberg eingemeindet.
Für Gelnhaar wurde, wie für die übrigen Stadtteile von Ortenberg, ein Ortsbezirk  gebildet.

### Verwaltungsgeschichte im Überblick
Die folgende Liste zeigt die Staaten und Verwaltungseinheiten, denen Gelnhaar angehört(e):
- vor 1601: Heiliges Römisches Reich, Amt Ortenberg (Kondominat des Wetterauer Grafenvereins)

Links des Bleichenbachs
- - ab 1601: Heiliges Römisches Reich, Grafschaft Isenburg, Amt Wenings, Gericht Wening
  - ab 1685: Heiliges Römisches Reich, Isenburg-Birstein, Amt Wenings
  - ab 1806: Fürstentum Isenburg (Rheinbund),[Anm. 2] Amt Wenings
  - ab 1813: Generalgouvernement Frankfurt,[Anm. 3] Amt Wenings
  - ab 1815: Kaisertum Österreich,[Anm. 4] Amt Wenings
  - ab 1816: Großherzogtum Hessen (Souveränitätslande),[Anm. 5] Provinz Oberhessen, Amt Wenings[13] (zur Standesherrschaft Isenburg gehörig)
  - ab 1822: Großherzogtum Hessen, Provinz Oberhessen, Landratsbezirk Büdingen[14][Anm. 6]

Rechts des Bleichenbachs
- - ab 1601:  Heiliges Römisches Reich, Grafschaft Hanau-Münzenberg, Amt Ortenberg
  - ab 1736: Heiliges Römisches Reich, Landgrafschaft Hessen-Kassel, Grafschaft Hanau-Münzenberg, Amt Ortenberg
  - ab 1803: Heiliges Römisches Reich, Landgrafschaft Hessen-Kassel, Fürstentum Hanau, Amt Ortenberg[Anm. 7]
  - ab 1806: Kaiserreich Frankreich,[Anm. 8] Fürstentum Hanau, Amt Ortenberg (Militärverwaltung)
  - ab 1810: Großherzogtum Hessen,[Anm. 9] Fürstentum Oberhessen, Dominialamt Ortenberg
  - ab 1815: Großherzogtum Hessen, Provinz Oberhessen, Dominialamt Ortenberg[13]
  - ab 1821: Großherzogtum Hessen, Provinz Oberhessen, Landratsbezirk Nidda[Anm. 10]

Gesamter Ort
- ab 1830: Großherzogtum Hessen, Provinz Oberhessen, Landratsbezirk Nidda
- ab 1832: Großherzogtum Hessen, Provinz Oberhessen, Kreis Nidda
- ab 1848: Großherzogtum Hessen, Regierungsbezirk Nidda
- ab 1852: Großherzogtum Hessen, Provinz Oberhessen, Kreis Nidda
- ab 1867: Norddeutscher Bund,[Anm. 11]  Großherzogtum Hessen, Provinz Oberhessen, Kreis Nidda
- ab 1871: Deutsches Reich, Großherzogtum Hessen, Provinz Oberhessen, Kreis Nidda
- ab 1874: Deutsches Reich, Großherzogtum Hessen, Provinz Oberhessen, Kreis Büdingen
- ab 1918: Deutsches Reich,[Anm. 12] Volksstaat Hessen, Provinz Oberhessen, Kreis Büdingen
- ab 1938: Deutsches Reich, Volksstaat Hessen, Landkreis Büdingen[15][Anm. 13]
- ab 1945: Amerikanische Besatzungszone, Groß-Hessen,[Anm. 14] Regierungsbezirk Darmstadt, Landkreis Büdingen
- ab 1946: Amerikanische Besatzungszone, Land Hessen, Regierungsbezirk Darmstadt, Landkreis Büdingen
- ab 1949: Bundesrepublik Deutschland, Land Hessen, Regierungsbezirk Darmstadt, Landkreis Büdingen
- ab 1972: Bundesrepublik Deutschland, Land Hessen, Regierungsbezirk Darmstadt, Wetteraukreis, Stadt Ortenberg

## Bevölkerung
Einwohnerstruktur 2011
Nach den Erhebungen des Zensus 2011 lebten am Stichtag dem 9. Mai 2011 in Gelnhaar 978 Einwohner. Darunter waren 21 (2,1 %) Ausländer.
Nach dem Lebensalter waren 138 Einwohner unter 18 Jahren, 417 zwischen 18 und 49, 243 zwischen 50 und 64 und 180 Einwohner waren älter.
Die Einwohner lebten in 405 Haushalten. Davon waren 105 Singlehaushalte, 132 Paare ohne Kinder und 126 Paare mit Kindern, sowie 36 Alleinerziehende und 3 Wohngemeinschaften. In 78 Haushalten lebten ausschließlich Senioren und in 264 Haushaltungen lebten keine Senioren.
Einwohnerentwicklung
| Gelnhaar: Einwohnerzahlen von 1834 bis 2022 | Gelnhaar: Einwohnerzahlen von 1834 bis 2022 | Gelnhaar: Einwohnerzahlen von 1834 bis 2022 | Gelnhaar: Einwohnerzahlen von 1834 bis 2022 | Gelnhaar: Einwohnerzahlen von 1834 bis 2022 |
| --- | ------------------------------------------- | ------------------------------------------- | ------------------------------------------- | ------------------------------------------- |
| Jahr |                                             |                                             |                                             | Einwohner                                   |
| 1834 | 1834                                        |                                             | 791                                         | 791                                         |
| 1840 | 1840                                        |                                             | 815                                         | 815                                         |
| 1846 | 1846                                        |                                             | 854                                         | 854                                         |
| 1852 | 1852                                        |                                             | 847                                         | 847                                         |
| 1858 | 1858                                        |                                             | 856                                         | 856                                         |
| 1864 | 1864                                        |                                             | 593                                         | 593                                         |
| 1871 | 1871                                        |                                             | 557                                         | 557                                         |
| 1875 | 1875                                        |                                             | 559                                         | 559                                         |
| 1885 | 1885                                        |                                             | 548                                         | 548                                         |
| 1895 | 1895                                        |                                             | 581                                         | 581                                         |
| 1905 | 1905                                        |                                             | 513                                         | 513                                         |
| 1910 | 1910                                        |                                             | 586                                         | 586                                         |
| 1925 | 1925                                        |                                             | 666                                         | 666                                         |
| 1939 | 1939                                        |                                             | 703                                         | 703                                         |
| 1946 | 1946                                        |                                             | 941                                         | 941                                         |
| 1950 | 1950                                        |                                             | 904                                         | 904                                         |
| 1956 | 1956                                        |                                             | 849                                         | 849                                         |
| 1961 | 1961                                        |                                             | 862                                         | 862                                         |
| 1967 | 1967                                        |                                             | 938                                         | 938                                         |
| 1970 | 1970                                        |                                             | 972                                         | 972                                         |
| 1980 | 1980                                        |                                             | ?                                           | ?                                           |
| 1990 | 1990                                        |                                             | ?                                           | ?                                           |
| 2000 | 2000                                        |                                             | ?                                           | ?                                           |
| 2008 | 2008                                        |                                             | 1.040                                       | 1.040                                       |
| 2010 | 2010                                        |                                             | 1.036                                       | 1.036                                       |
| 2011 | 2011                                        |                                             | 978                                         | 978                                         |
| 2014 | 2014                                        |                                             | 1.045                                       | 1.045                                       |
| 2018 | 2018                                        |                                             | 1.054                                       | 1.054                                       |
| 2022 | 2022                                        |                                             | 981                                         | 981                                         |
| Datenquelle: Historisches Gemeindeverzeichnis für Hessen: Die Bevölkerung der Gemeinden 1834 bis 1967. Wiesbaden: Hessisches Statistisches Landesamt, 1968. Weitere Quellen: ; Stadt Ortenberg:; Zensus 2011; 2022 |                                             |                                             |                                             |                                             |

Historische Religionszugehörigkeit
| • 1961: | 763 evangelische (= 88,52 %), 96 katholische (= 11,14 %) Einwohner |

## Politik
Für Gelnhaar besteht ein Ortsbezirk (Gebiete der ehemaligen Gemeinde Gelnhaar) mit Ortsbeirat und Ortsvorsteher nach der Hessischen Gemeindeordnung.
Der Ortsbeirat besteht aus neun Mitgliedern. Bei den Kommunalwahlen in Hessen 2021 betrug die Wahlbeteiligung zum Ortsbeirat 50,66 %. Alle Kandidaten gehörten der „Bürgerliste Gelnhaar“ an. Der Ortsbeirat wählte Martin Hansche zum Ortsvorsteher.

## Kulturdenkmäler
Siehe: Liste der Kulturdenkmäler in Gelnhaar

## Wirtschaft und Infrastruktur

### Öffentliche Einrichtungen
- Im Ort gibt es ein Bürgerhaus.
- Der Kindergarten Purzelbaum bietet Platz für 60 Kinder.
- Am Rand der Gemeinde befindet sich eine Einrichtung für Erwachsene mit geistigen Behinderungen (Rauher Berg e. V.)[21]

### Verkehr
Im Ort treffen sich die Landesstraßen 3183 und 3184. Die Buslinie FB-20 des Rhein-Main-Verkehrsverbundes verbindet den Bahnhof Glauburg-Stockheim über Gelnhaar mit Wenings.

## Mit dem Ort verbundene Persönlichkeiten
- Katharina (genannt Craingen) Gumpel, die Tochter eines Schäferehepaares in Gelnhaar heiratete am 16. November 1554 Graf Anton von Isenburg-Büdingen zu Ronneburg.  Er hatte sie zuvor mit einer üppigen Morgengabe in Wächtersbach ausgestattet[22]. Aus dieser Verbindung gingen vier Kinder hervor. Drei von ihnen erreichten das Erwachsenenalter[23].
- Sandra Minnert (* 1973), Fußballerin und Nationalspielerin
- Karlhans Frank (1937–2007), Schriftsteller
- Fred Kromm (* 1953), ehemaliger Fußball-Profi